# Tephroseris balbisiana
Il  senecione di Balbis (nome scientifico  Tephroseris balbisiana   (DC.) Holub ) è una specie di pianta angiosperma dicotiledone della famiglia delle Asteraceae (sottofamiglia Asteroideae).

## Etimologia
Il nome generico (Tephroseris) potrebbe derivare dal termine greco ”tephros” (= color della cenere) in riferimento alle foglie un po' tomentose e un po' ragnatelose e spesso grigiastre. L'epiteto specifico ( balbisiana) è stato dato in ricordo di G.B. Balbis (1765 - 1831), autore di una flora torinese.
Il nome scientifico della specie è stato definito dai botanici Augustin Pyramus de Candolle (1778-1841) e Josef Holub (1930-1999) nella pubblicazione " Folia Geobotanica & Phytotaxonomica. Prague." ( Folia Geobot. Phytotax. 8(2): 173) del 1973.

## Descrizione

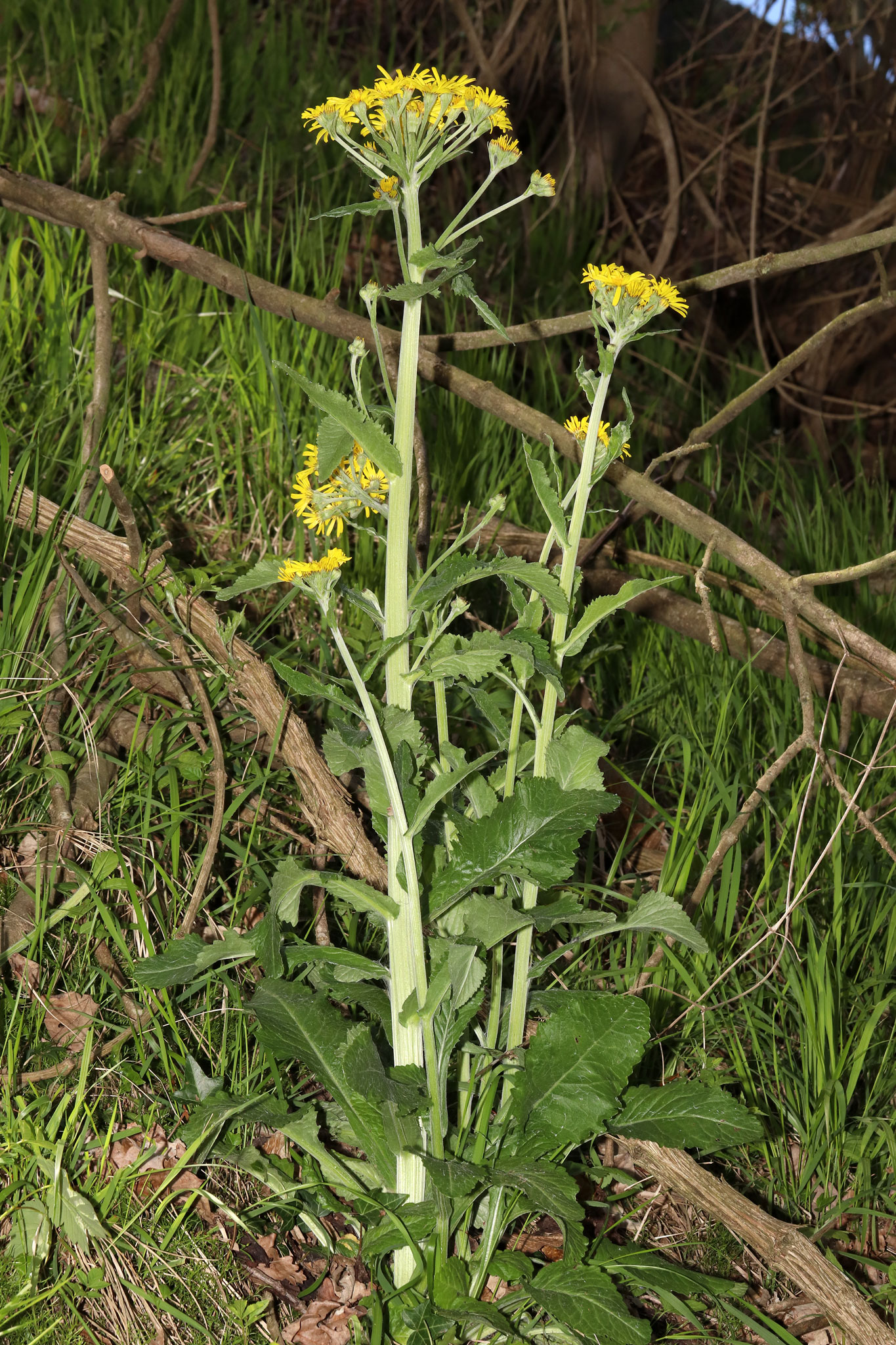
Il portamento

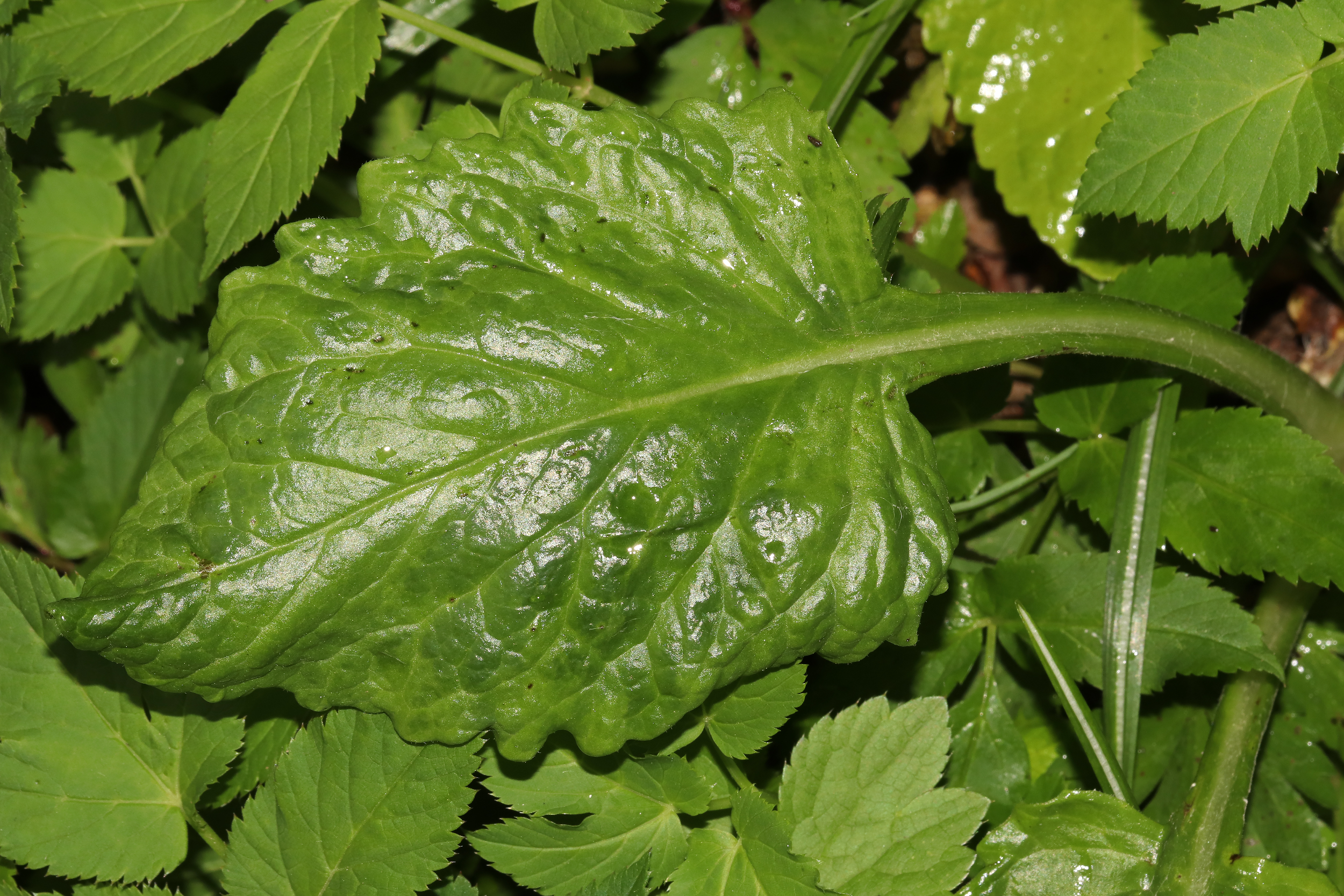
Le foglie

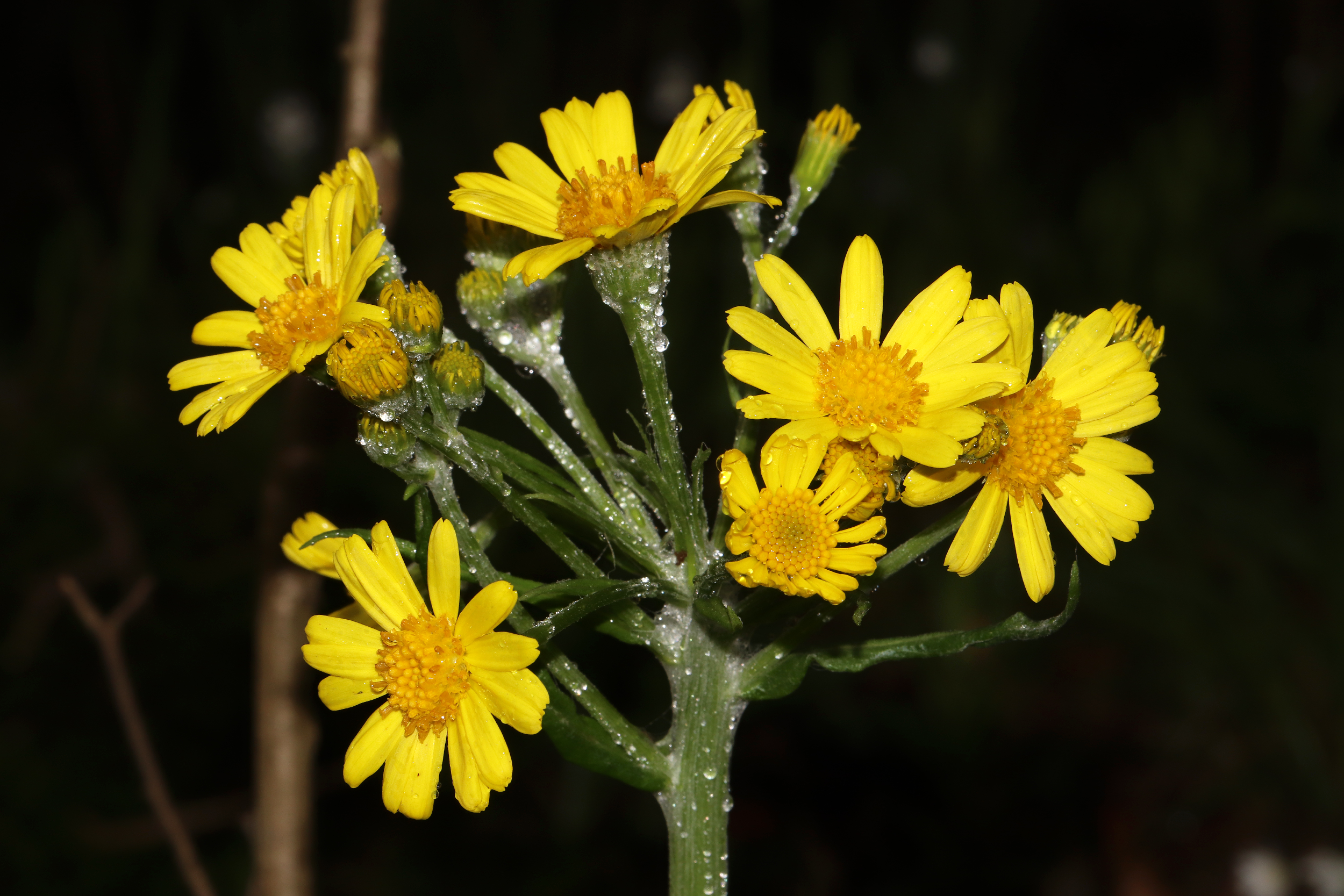
Infiorescenza

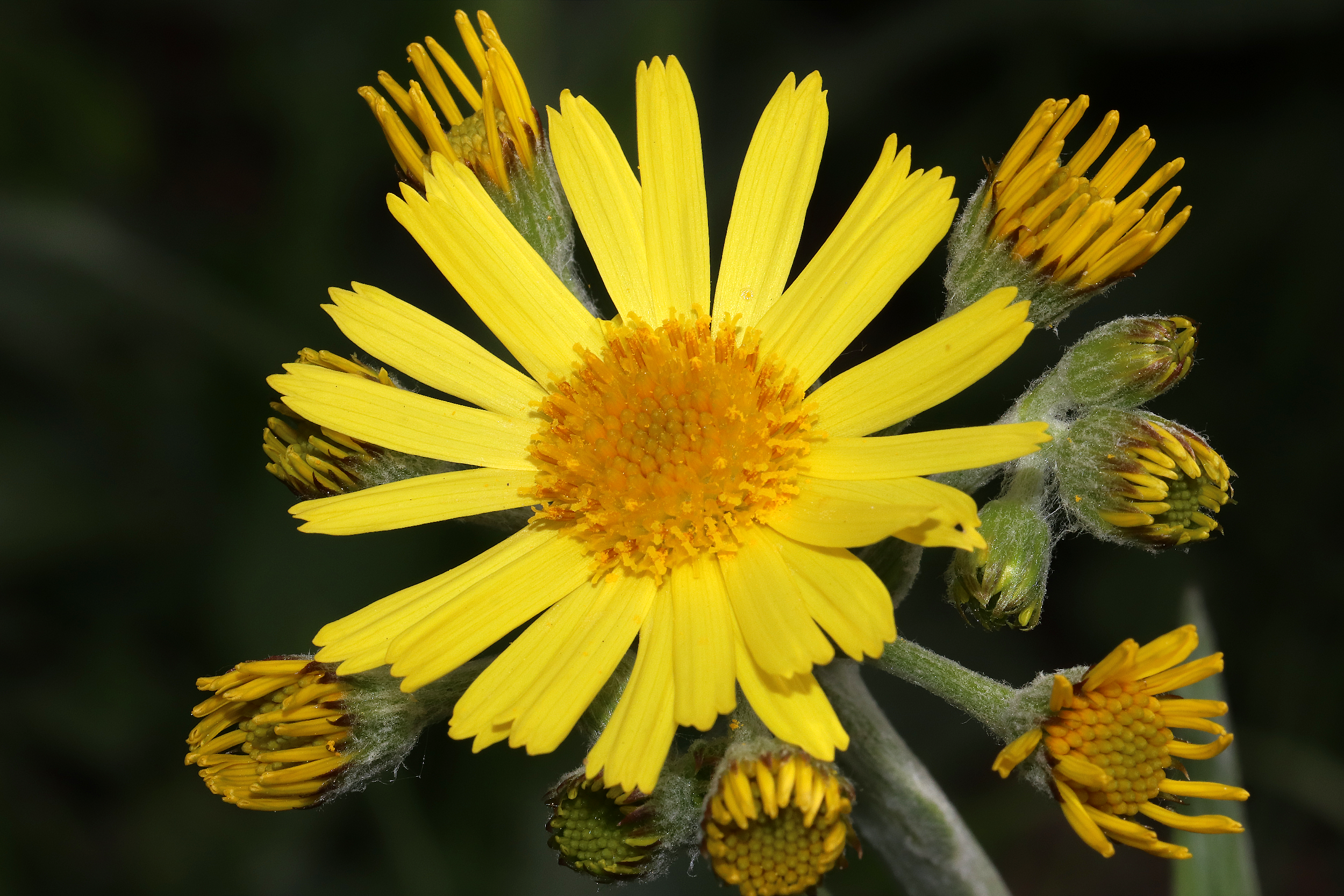
I fiori

Habitus. L'altezza di queste piante varia da 3 a 10 dm. La forma biologica è emicriptofita rosulata (H ros), ossia sono piante perenni (a volte sono bienni), con gemme svernanti al livello del suolo e protette dalla lettiera o dalla neve; hanno inoltre le foglie disposte a formare una rosetta basale. Queste piante possiedono al loro interno delle sostanze chimiche quali i lattoni sesquiterpenici e alcaloidi pirrolizidinici. In genere tutta la pianta è subglabra con peli sparsi.
Radici. Le radici in genere sono secondarie da rizoma.
Fusto.  La parte aerea è eretta con superficie striato-angolosa. La ramosità di tipo corimboso è verso l'alto. Per ogni pianta si forma un gambo o pochi di più.
Foglie. Le foglie sono di due tipi: basali e caulinari e sono picciolate. Quelle basali formano una rosetta e non sono appressate al suolo. La forma della lamina è ovata o lanceolata bruscamente ristretta alla base e con picciolo più lungo della lamina; i bordi sono grossolanamente dentati. Le foglie cauline hanno una lamina di tipo lanceolato. Le superiori sono semiamplessicauli. Lunghezza delle foglie basali: maggiore di 20 cm.
Infiorescenza. Le sinflorescenze sono composte da più capolini organizzati in formazioni corimbose ampie. Le infiorescenze vere e proprie sono formate da un capolino terminale peduncolato di tipo radiato. I capolini sono formati da un involucro, con forme da cilindriche a campanulate, composto da 13 brattee, al cui interno un ricettacolo fa da base ai fiori di due tipi: quelli esterni del raggio e quelli più interni del disco. Le brattee, verdi con forme strettamente lanceolate, sono disposte in modo più o meno embricato di solito su una sola serie e possono essere connate alla base. Il ricettacolo è nudo (senza pagliette a protezione della base dei fiori); la forma è piatta.
Fiori.  I fiori sono tetra-ciclici (formati cioè da 4 verticilli: calice – corolla – androceo – gineceo) e pentameri (calice e corolla formati da 5 elementi). Sono inoltre ermafroditi, più precisamente i fiori del raggio (quelli ligulati e zigomorfi) sono femminili; mentre quelli del disco centrale (tubulosi e actinomorfi) sono bisessuali o a volte funzionalmente maschili.
- Formula fiorale:

*/x K {\displaystyle \infty }, [C (5), A (5)], G 2 (infero), achenio
- Calice: i sepali del calice sono ridotti ad una coroncina di squame.
- Corolla: nella parte inferiore i petali della corolla sono saldati insieme e formano un tubo. In particolare le corolle dei fiori del disco centrale (tubulosi) terminano con delle fauci dilatate a raggiera con cinque lobi. Nella corolla dei fiori periferici (ligulati) il tubo si trasforma in un prolungamento ligulato, terminante più o meno con cinque dentelli. Il colore delle corolle di norma è giallo.
- Androceo: gli stami sono 5 con dei filamenti liberi. La parte basale del collare dei filamenti può essere dilatata. Le antere invece sono saldate fra di loro e formano un manicotto che circonda lo stilo. Le antere normalmente sono senza coda ("ecaudate"). La struttura delle antere è di tipo tetrasporangiato, raramente sono bisporangiate. Il tessuto endoteciale è radiale. Il polline è tricolporato (tipo "helianthoid").[14]
- Gineceo: lo stilo è biforcato con due stigmi nella parte apicale. Gli stigmi sono troncati, ottusi e con un ciuffo di peli alla sommità.. Le ramificazione (dello stilo) consistono in linee stigmatiche continue (i recettori del polline).[7] L'ovario è infero uniloculare formato da 2 carpelli.
- Antesi: da maggio ad agosto.

Frutti. I frutti sono degli acheni con pappo. La forma degli acheni è più o meno affusolata. La superficie è percorsa da circa 10 coste longitudinali e può essere glabra. Non sempre il carpoforo è distinguibile. Il pappo, persistente o caduco, è formato da numerose setole snelle e bianche (lisce o barbate); le setole possono inoltre essere connate alla base.

## Biologia
Impollinazione: l'impollinazione avviene tramite insetti (impollinazione entomogama tramite farfalle diurne e notturne).

Riproduzione: la fecondazione avviene fondamentalmente tramite l'impollinazione dei fiori (vedi sopra).

Dispersione: i semi (gli acheni) cadendo a terra sono successivamente dispersi soprattutto da insetti tipo formiche (disseminazione mirmecoria). In questo tipo di piante avviene anche un altro tipo di dispersione: zoocoria. Infatti gli uncini delle brattee dell'involucro (se presenti) si agganciano ai peli degli animali di passaggio disperdendo così anche su lunghe distanze i semi della pianta. Inoltre per merito del pappo il vento può trasportare i semi anche a distanza di alcuni chilometri (disseminazione anemocora).

## Distribuzione e habitat

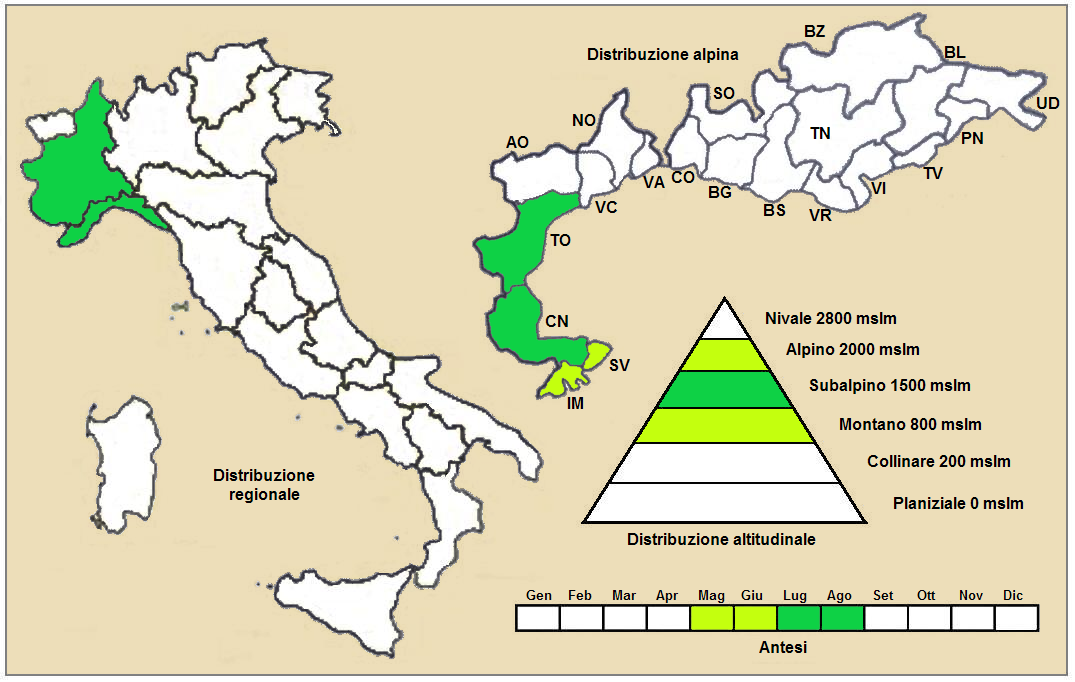
Distribuzione della pianta (Distribuzione regionale – Distribuzione alpina)

Geoelemento: il tipo corologico (area di origine) è  Subendemico, ma anche Ovest Alpico.
Distribuzione: in Italia questa specie è rara e si trova nelle Alpi occidentali. Fuori dall'Italia, sempre nelle Alpi, questa specie si trova in Francia.  Nel resto dell'Europa e dell'areale del Mediterraneo si trova in Spagna.
Habitat: l'habitat preferito per queste piante sono i prati umidi montani. Il substrato preferito è calcareo ma anche siliceo con pH neutro, bassi valori nutrizionali del terreno che deve essere bagnato.
Distribuzione altitudinale: sui rilievi alpini, in Italia, queste piante si possono trovare fino a quote comprese tra 1.500 e 2.100m s.l.m.; nelle Alpi frequentano quindi i seguenti piani vegetazionali: subalpino, e in parte quello alpino e montano.

## Fitosociologia
Dal punto di vista fitosociologico alpino Tephroseris balbisiana appartiene alla seguente comunità vegetale:
Formazione: delle comunità delle macro- e megaforbie terrestri
Classe: Mulgedio-Aconitetea
Ordine: Calamagrostietalia villosae
Alleanza: Adenostylion

## Tassonomia
La famiglia di appartenenza di questa voce (Asteraceae o Compositae, nomen conservandum) probabilmente originaria del Sud America, è la più numerosa del mondo vegetale, comprende oltre 23.000 specie distribuite su 1.535 generi, oppure 22.750 specie e 1.530 generi secondo altre fonti (una delle checklist più aggiornata elenca fino a 1.679 generi). La famiglia attualmente (2021) è divisa in 16 sottofamiglie; la sottofamiglia Asteroideae è una di queste e rappresenta l'evoluzione più recente di tutta la famiglia.

### Filogenesi
Il genere di questa voce appartiene alla sottotribù Tussilagininae della tribù Senecioneae (una delle 21 tribù della sottofamiglia Asteroideae). La sottotribù descritta in tempi moderni da Bremer (1994), dopo le analisi di tipo filogenetico sul DNA del plastidio (Pelser et al., 2007) è risultata parafiletica con le sottotribù Othonninae e Brachyglottidinae annidiate al suo interno. Attualmente con questa nuova circoscrizione la sottotribù Tussilagininae s.s. risulta suddivisa in quattro subcladi.
Il genere di questa voce appartiene al subclade chiamato "L-C-P" (complesso Ligularia-Cremanthodium Parasenecio Liu et al., 2006) formato da una decina di generi in gran parte asiatici non tutti monofiletici. In particolare il genere di questa voce fa parte della sottotribù informale Tephroseridinae Jeffrey & Chen, 1984 composta dai generi Nemosenecio, Sinosenecio e Tephroseris. Questo assemblaggio, nidificato all'interno del complesso L-C-P, si presenta con un elevato supporto dalle analisi filogenetiche del DNA del ITS (Internal Transcribed Spacer) e del DNA del plastidio. All'interno del gruppo Tephroseris è in posizione "basale" e con gli altri due generi forma un "gruppo fratello".
La specie  Tephroseris balbisiana è individuata dai seguenti caratteri:
- la lanosità delle foglie è mediamente densa su entrambe le facce;
- il picciolo delle foglie basali è più lungo della lamina;
- lunghezza delle foglie basali: maggiore di 20 cm;
- le brattee dell'involucro sono 13, verdi e i fiori ligulati sono gialli.

### Sinonimi
Sono elencati alcuni sinonimi per questa entità:
- Cineraria balbisiana (DC.) Bertol., 1853
- Senecio balbisianus  DC., 1838
- Cineraria coincyi  (Rouy) Willk., 1893
- Cineraria elodes  (Boiss. ex DC.) Nyman, 1854
- Cineraria longifolia  All.,
- Senecio coincyi  Rouy, 1890
- Senecio elodes  Boiss. ex DC., 1838
- Tephroseris coincyi  (Rouy) Holub, 1977
- Tephroseris elodes  (Boiss. ex DC.) Holub, 1973
- Tephroseris elodes subsp. coincyi  (Rouy) Aedo, 2019